# Alvin i vjeverice: Velika Alvintura
Alvin i vjeverice: Velika Alvintura (eng. Alvin and the Chipmunks: The Road Chip) obiteljski je film iz 2015. o životu i povratku benda Alvin and the Chipmunks (u animiranom filmu istog naziva). Režirao ga je Walt Becker a producirala Bagdasarian Productions, Regency Enterprises, i 20th Century Fox.

## Radnja
U novom su nastavku, kroz niz nesporazuma, Alvin, Simon i Theodore uvjereni kako je Dave odlučio zaprositi svoju novu djevojku u New Yorku. Tri vjeverice odlučuju krenuti na put kako bi ga u tome spriječili, no imaju samo tri dana da ga zaustave i ujedno smanje mogućnost da dobiju užasnog polubrata.

## Glavne uloge
- Jason Lee - David Seville
- Tony Hale - Agent James Suggs
- Kimberly Williams-Paisley - Samantha
- Josh Green - Miles
- Bella Thorne - Ashley Grey
- Uzo Aduba - TSA Officer Jane Johnson
- Flula Borg - Man Behind the Mask
- Retta - The Event Planner
- Eddie Steeples - Barry
- Justin Long - Alvin Seville
- Matthew Gray Gubler = Simon Seville
- Jesse McCartney as Theodore Seville
- Kaley Cuoco - Eleanor
- Anna Faris - Jeanette
- Christina Applegate - Brittany

## Hrvatska sinkronizacija
| Ime               | Engleska inačica          | Hrvatska inačica |
| ----------------- | ------------------------- | ---------------- |
| Dave Seville      | Jason Lee                 | Marko Makovičić  |
| Alvin Seville     | Justin Long               | Marko Makovičić  |
| Simon Seville     | Matthew Gray Gubler       | Marko Movre      |
| Theodore Seville  | Jesse McCartney           | Sandra Hrenar    |
| Miles             | Josh Green                | Silvio Mumelaš   |
| Samantha          | Kimberly Williams-Paisley | Mia Krajcar      |
| Agent James Suggs | Tony Hale                 | Mile Kekin       |
| Brittany          | Christina Applegate       | Mia Krajcar      |
| Eleanor           | Kaley Cuoco               | Zrinka Antičević |
| Jeanette          | Anna Faris                | Anabela Barić    |

### Ostali glasovi
- Nataša Dangubić
- Ksenija Marinković
- Boris Mirković
- Zrinka Antičević
- Kostadinka Velkovska
- Vjekoslav Hudeček
- Nina Kraljić
- Dražen Čuček
- Jadranka Krištof
- Vladimir Pavelić
- Mladen Vasary
- Zoran Gogić
- Jakov Gavran
- Nancy Abdel Sakhi
- Sandra Hrenar
- Anabela Barić
- Jan Pentek
- Dragan Peka
- Martina Kapitan Bregović
- Mima Karaula
- Ivan Šatalić
- Dario Ćurić

### Sinkronizacija
- Prijevod i prilagodba: Davor Slamnig
- Prepjev pjesme "Dom": Davor Slamnig
- Redatelj dijaloga i vokalne izvedbe: Hrvoje Niković
- Tonski snimatelj: Damir Keliš
- Mix studio: Deluxe Media Inc.
- Sinkronizacija: Duplicato Media d.o.o.

## Unutarnje poveznice
- Bagdasarian Productions
- Regency Enterprises
- 20th Century Fox

## Vanjske poveznice
- Alvin i vjeverice: Velika Alvintura u internetskoj bazi filmova IMDb-a (engl.)
- Alvin i vjeverice: Velika Alvintura na Rotten Tomatoes (engl.)